# XnView
XnView（エックスエヌビュー）は、クロスプラットフォームの画像ビューアで、画像ファイルやビデオファイルを閲覧、変換、作成、編集できる。個人、学術、非営利団体の非商用利用についてフリーウェアとしてリリースされている（商用利用ではライセンスの購入が必要）。Unix系向けXnViewは商用利用の場合もフリーウェアとして利用できる。有償の画像ビューアと同程度の機能を持ち、サポートする画像ファイルフォーマットは画像管理ソフトウェアACDSeeよりも豊富である。
2021年6月現在の最新版はversion2.50である。これはWindows 7およびWindows 10に対応している。公式ページでこのバージョンはXnView Classicとして案内され、これとは別に、MacOSおよびlinuxにも対応し多くの改良が施されたXnView MP（2025年5月現在の最新版は1.9.0）が公開されている。

## 機能・特徴
高度なカスタマイズが可能で多言語対応であり、Windows版では44の言語をサポートしている。言語はオプションメニューで切り替え可能。ツールバーボタン群はある程度変更可能で、スキンを変更可能である。
多数のファイルフォーマット（主に画像ファイルフォーマット）をサポートできる。400以上の画像ファイルフォーマットのファイルを読み込み可能で、一部の音声ファイルフォーマットとコンテナフォーマットも読み込み可能。50の画像ファイルフォーマットで出力が可能である。JPEG、PNG、TIFFではICCプロファイルもサポート。
IPTC、Exif、XMPメタデータを参照でき、IPTCメタデータを出力できる。
XnView はファイル名やデータが同じファイルを検索でき、画像が似ているファイルも検索できる。
さらに画像のヒストグラムを表示できる。マウス操作を少し行うだけでファイル名をバッチ処理的に変換するスクリプトを生成できる。
画像編集ツールもいくつかあり、色や大きさの操作、いくつかのフィルターとエフェクトなどを備えている（フルバージョンではHarry's Filters 3.0 も装備）。JPEGについては可逆型の回転、反転、切り取りもサポート。スライドショーも作成できる。さらにFTPサイトやImageShackへの画像のアップロード、CD-ROMやDVDへの書き込み（Nero Burning ROMが必要）も簡単なマウス操作で可能（フルバージョンのみ）。
XnView 1.95 rc1 について公式フォーラムで長い議論があったが、それ以降のバージョンでは実行ファイルを圧縮しなくなっている。
XnView にはコマンドライン画像変換ツール NConvert が付属している。
Unicodeにもバージョン2.41から対応した。

## 各種バージョン
XnView MP (XnView Multi Platform)
Unix系、macOS、Windows の全てのバージョンを置換する予定のバージョン。全プラットフォームに対して同じソースコードを使い、ルック・アンド・フィールを統一する。Unicodeサポートや、フルの色深度の画像（3原色それぞれに8/16/32ビット）のロード、言語サポート、データベース機能など様々な要素を改善する。最新版（2025年05月26日現在）は1.9.0（Windows、macOS、Linux版のみ配布）。
XnView Pocket
Pocket PC 2002 から 2005 および Windows Mobile 5 と 6 を搭載したスマートフォンに対応したバージョン。最新版（2011年5月10日現在）は XnView Pocket v1.51。
XnView Deluxe
Xzeos Software 向けに作者 Pierre-Emmanuel Gougelet が開発したバージョン。標準のXnViewより機能が豊富な有償版。2006年1月1日、Adobe Albums などの競合製品が増えてきたため、開発・販売を停止した。その後、その機能はフリーウェア版に導入されている。サポートも行われていない。

## 問題点
- IPTCメタデータをバッチ処理的に書き込むことができない[8]。
- フォルダー内のサムネイルをユーザーが定義した順序にソートする機能がない[9]。